# Moschea del Kırmızı Minare
La moschea del Kırmızı Minare ("moschea del minareto rosso", in virtù del suo minareto realizzato in mattoni rossi) è una moschea imperiale ottomana situata a Istanbul, nel distretto di Beyoğlu, in Turchia. L'edificio è stato oggetto di restauri tra il 1889 e il 1994.